# غرفة أفلام الرايخ

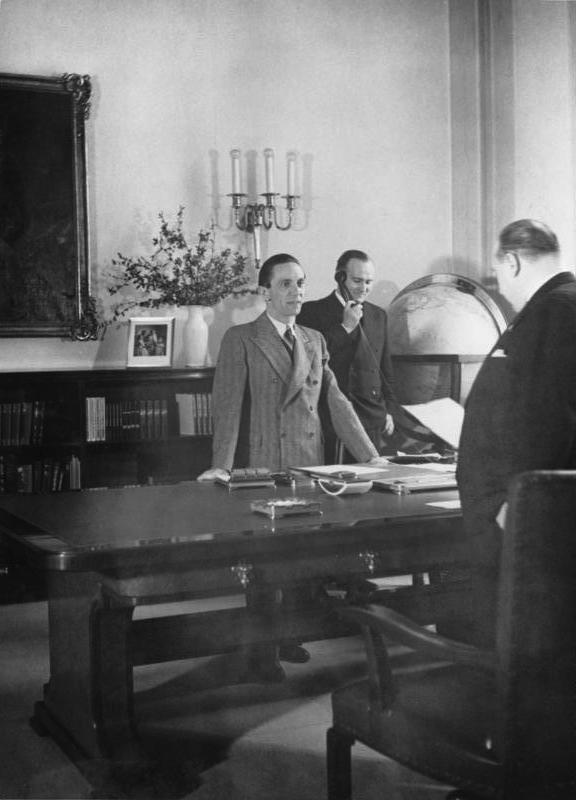
اجتمع وزير الرايخ جوزيف جوبلز مع وزير الخارجية والثر فونك في مكتبه. في الخلفية، يتلقى مساعد جوبلز كارل هانكي مكالمة.

غرفة أفلام الرايخ؛ (بالإنجليزية: Reich Chamber of Film)‏ شركة قانونية تسيطر عليها وزارة التنوير العام والدعاية التي نظمت صناعة السينما في ألمانيا النازية بين عامي 1933 و1945. كانت العضوية في الجمعية إلزامية لكل شخص في الرايخ الألماني الذين أرادوا العمل على الأفلام بأي صفة؛ قلة العضوية تعني في الواقع حظرًا على التوظيف. مقرها في برلين، كان تأسيس الغرفة عنصرًا مهمًا في عملية جلايش شالتونج وسياسة الأفلام النازية.

## التاريخ
كان سلف غرفة أفلام الرايخ هو Spitzenorganisation der Filmwirtschaft (SPIO؛ الإنجليزية: «منظمة صناعة صناعة الأفلام») التي أسسها إريك بومر في عام 1923. تأسست كمجموعة مصالح من منتجي الأفلام، تم حل الجمعية بعد الاستيلاء النازي على السلطة وأعيد تأسيسها في ألمانيا الغربية في عام 1950.
تم حل الغرفة رسمياً بموجب القانون رقم. 2 الذي مرر على يد مجلس مراقبة الحلفاء في 10 أكتوبر 1945؛ تم إلغاء «قانون إنشاء قاعة أفلام مؤقتة» بموجب قانون مجلس مراقبة الحلفاء رقم. 60 في 19 ديسمبر 1947.

## المهام
- فرض السيطرة الإجبارية على جميع النشطاء في أي جانب من جوانب إنتاج الأفلام (الإنتاج والتوزيع والسينما) المنظمة في فيلم الغرفة (RFF)؛
- تنظيم صناعة السينما (مثل أسعار القبول وتكوين البرامج والإعلان وما إلى ذلك)
- تنظيم العقود، على سبيل المثال بين صانعي الأفلام ومنتجي الأفلام، أو بين مالكي المسرح والمستأجرين
- الإشراف على بنك الائتمان السينمائي (Filmkreditbank GmbH ،FKB) لتمويل المشاريع
- تنظيم صادرات الأفلام

## اتجاه
كان رؤساء الغرفة الذين يتبعون مباشرة إلى غرفة الثقافة الرايكية، برئاسة الوزير جوزيف جوبلز، على النحو التالي:
- فريتز شويرمان، محامي (1933-1935)
- أوزوالد لينيتش، وهو أيضًا وزير الاقتصاد في فورتمبرغ (1935–1939)
- كارل فروليتش، مخرج سينمائي (1939–1945)

كان أعضاء المجلس الرئاسي (Präsidialrat)، من بين آخرين: كارل ريتر وكارل هارتل وكارل أوين وثيودور لوس. كان لدى RFK فروع في فروتسواف ودوسلدورف وفرانكفورت وهامبورغ وكونيغسبرغ ولايبزيغ وميونخ وفيينا.

## الأقسام
تتكون الغرفة من 10 أقسام:
1. الإدارة العامة
2. السياسة والثقافة
3. الرعاية الفنية لصناعة الأفلام
4. صناعة الأفلام
5. فيلم Reichsfachschaft
6. إنتاج سينمائي
7. توزيع الفيلم المحلي
8. دور السينما
9. تكنولوجيا السينما والافلام
10. فيلم ثقافي وتجاري

## روابط خارجية
- باللغة الألمانية Gesetz über die Einrichtung einer vorläufigen Filmkammer vom 14. Juli 1933 (text of law)
- باللغة الألمانية Reichskulturkammergesetz vom 22. September 1933 (text of law)